# Synagoge (Zwolle)

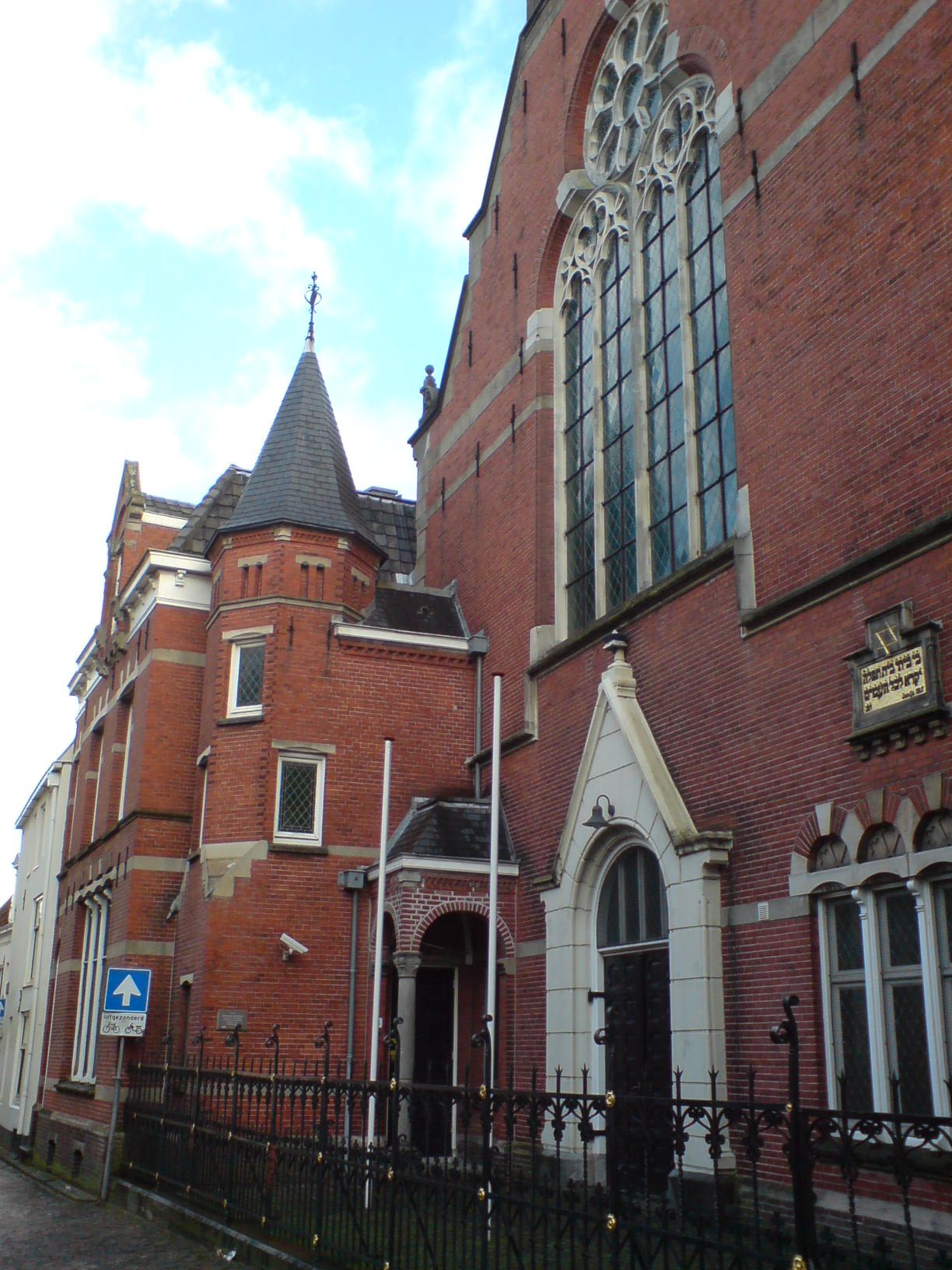
De voorgevel van de synagoge. Links bevindt zich het bijgebouw.

De Synagoge van Zwolle is een religieus bouwwerk van de joodse gemeenschap te Zwolle. 

## Geschiedenis
Van 1747 tot 1758  was de gebedsplek van de joodse gemeenschap van Zwolle gevestigd in een gebouw aan de Bitterstraat, genaamd De Munt. Nadat het huurcontract hiervan niet kon worden verlengd vroeg de gemeenschap om bouwgrond voor een synagoge. In plaats daarvan kreeg de Zwolse joodse gemeenschap De Librije aangeboden. Op 6 september 1758 werd deze plek ingewijd. Eind 19e eeuw werd de aan de stadsgracht gelegen Librije geteisterd door overstromingen. Het gebouw was dusdanig in verval geraakt dat de inmiddels uit 600 personen bestaande Zwolse joodse gemeenschap weer op zoek kon naar een ander gebouw. De nieuwbouwplannen werden weer boven gehaald. 
In de Schoutensteeg werden vijf panden opgekocht waarna de Zwolse architect F.C. Koch het hedendaagse eclectische bouwwerk ontwierp. Het ontwerp van de voorgevel werd volgens een gedenkboek uit 1924 geleverd door de Amsterdamse architect Isaac Gosschalk. Waarschijnlijker is echter dat Gosschalk, die zijn praktijk had neergelegd en in Brussel woonde, een schetsontwerp voor de synagoge op hoofdlijnen maakte en dat Koch de uitvoerend architect was. 21 juli 1899 werd de nieuwe synagoge ingewijd.
De  Tweede Wereldoorlog werd maar door weinig leden van de Zwolse joodse gemeenschap overleefd. Het gebouw raakte hierdoor na W.O. II in verval. Tussen 1984 en 1989 werd het gebouw gerestaureerd door Th.G. Verlaan en G. Nijhof. Door een aantal planologische wijzigingen heeft de synagoge nu als adres Samuel Hirschstraat 8. De Samuel Hirschsstraat, vernoemd naar opperrabbijn Samuel Juda Hirsch (1872-1941), ligt echter nog steeds in het verlengde van de Schoutensteeg of Schoutenstraat.

## Het bouwwerk
Het eclectische bouwwerk bestaat uit een zaal voor de dienst en een bijgebouw met daarin een woning. Het bijgebouw dient tevens als wintersjoel.
De gevel van de synagoge grijpt in zijn hoofdvorm terug op de vroeg zeventiende-eeuwse Hollandse renaissance van de Noorderkerk in Amsterdam en de Noorderkerk in Groningen. Het grote venster daarentegen is geïnspireerd op de late of flamboyante gotiek, een combinatie van stijlen die Gosschalk ook toepaste in het enkele jaren eerder gebouwde station van Groningen.

De Hebreeuwse tekst in de gevelsteen, 
Want mijn huis zal genoemd worden een bedehuis voor alle volkeren,
 is een veelvoorkomende tekst aan synagoges, onder meer in de synagoge van Arnhem, Enschede, Kampen, Amersfoort en de niet meer bestaande synagoge van Venlo.
In het interieur valt onder meer de goudkleurige belijning rond de vensters op. Dergelijke goudaccenten op een witte achtergrond komen ook voor in de door Gosschalk verbouwde synagoge van Den Bosch. De betekenis van het oranje doek dat om de ijzeren trekspanten is gewikkeld, blijft vooralsnog een raadsel. Restauratiearchitect Verlaan vermoedde een verwijzing naar de tenten van het Joodse volk in de woestijn en de tabernakelsymboliek.